# Givron
Givron é uma comuna francesa na região administrativa de Grande Leste, no departamento Ardenas. Estende-se por uma área de 7,31 km². Em 2010 a comuna tinha 88 habitantes (densidade: 12 hab./km²).